# Gotthard Johann Manteuffel
Grof Gotthard Johann Manteuffel (rusko Иван Васильевич Мантейфель), nemški general, * 10. junij 1771, † 20. oktober 1813.
Bil je eden izmed pomembnejših generalov, ki so se borili med Napoleonovo invazijo na Rusijo; posledično je bil njegov portret dodan v Vojaško galerijo Zimskega dvorca.

## Življenje
16. avgusta 1783 je vstopil v Preobraženski polk in 1. januarja 1791 je bil povišan v korneta v konjeniškem polku. Leta 1794 je bil imenovan v majorja Ukrajinskega lahkokonjeniškega polka in z njim sodeloval v bojih proti Poljakom. 26. marca 1799 je bil povišan v polkovnika. Leta 1805 se je odlikoval v bitki pri Austerlitzu. 1. januarja 1807 je postal poveljnik Sanktpeterburškega dragonskega polka. Zaradi zaslug v bojih proti Francozom je bil 24. maja 1807 povišan v generalmajorja. V letih 1809-11 je sodeloval v bojih proti Turkom. 
Med bitka za Leipzig je bil 6. oktobra 1813 smrtno ranjen.